# Fiona Tan
Fiona Tan (nacida en 1966 en Pekanbaru, Indonesia)  es una artista visual conocida principalmente por sus instalaciones de fotografía, cine y videoarte. El trabajo de Tan es conocido principalmente por su destreza artesanal y su intensidad emocional que, a menudo, explora temas como la identidad, la memoria y la historia. Tan actualmente vive y trabaja en Ámsterdam, Países Bajos.

## Temprana edad y educación
Fiona Tan nació en 1966 en Pekanbaru, Indonesia, de padre chino indonesio y madre australiana. Durante su niñez residió en Melbourne, Australia, hasta el año 1984 que se trasladó a Europa, donde reside desde entonces. Entre 1988 y 1992, Tan estudió en la Gerrit Rietveld Academie de Ámsterdam. Entre 1996-1997 también estudió en la Rijksakademie van Beeldende Kunst.

## Práctica artística
En 2019, Tan completó un proyecto de fotografía y cine titulado L'archive des ombres/Shadow Archive durante su residencia en Mundaneum, un depósito creado por el belga Paul Otlet con el objetivo de catalogar todo el conocimiento humano. Se organizó una exposición bajo el mismo nombre en el Musée des Arts Contemporains, Grand-Hornu, Bélgica en 2019.
En 2009, representó a los Países Bajos en la Bienal de Venecia con la presentación individual Disorient. También ha participado en Documenta 11, la Trienal de Yokohama, la Bienal de Berlín, la Bienal de São Paulo y también en la Bienal de Estambul, la Bienal de Sídney y la Trienal de Asia Pacífico. Su trabajo puede ser observado en muchas colecciones públicas y privadas internacionales, incluidas la Tate Modern, Londres, el Stedelijk Museum Amsterdam, Schaulager, Basilea, el New Museum, Nueva York y el Centro Georges Pompidou, París.
Ha participado como profesora invitada en muchas instituciones de arte, incluida la profesora en el programa de posgrado De Ateliers, Ámsterdam (2006–2014) y Kunsthochschule Kassel (2014–15).
En 2003, Tan creó un cartel, Lift, para Transport for London. En 2016 dirigió su primera película, History's Future. Su segundo largometraje Ascent se estrenó en el Festival Internacional de Cine de Locarno de 2016. También ha sido artista residente en el Instituto de Investigación Getty en Los Ángeles, California.

## Exposiciones
Durante los últimos veinte años, su trabajo ha ganado un creciente reconocimiento internaciona llegando ha realizar exposiciones individuales en museos y galerías de todo el mundo, incluidos New Museum, Nueva York, Vancouver Art Gallery, Sackler Galleries, Washington D. C., Aargauer Kunsthaus, Suiza, Akademie der Künsten, Berlín, Kunstverein Hamburg, Konsthal Lund, Landesgalerie Linz, Musée d 'Art Contemporain, Montreal, Pinakothek der Moderne, Múnich, y Hammer Museum, Los Ángeles. 

## Seleccionar premios
Fiona Tan ha recibido varios premios y galardones internacionales, entre ellos Getty Artist-in-Residence Fellowship, Los Ángeles (2016), Premio ICP Infinity de Arte, Nueva York (2004), y el Premio JC van Lanschot de escultura, Bélgica/Países Bajos (1998). También ha sido nominada al Premio de fotografía Deutsche Börse y al Premio Artes Mundi, Cardiff  (2003)(2007)

## Residencias
Tan ha participado en residencias internacionales, incluida la beca y residencia IASPIS, Estocolmo (2003) y la beca y residencia DAAD, Berlín (2001).